# 绥江 (北江)
绥江，位于中华人民共和国广东省中部，是北江右岸支流，源流称治平水，发源于连山壮族瑶族自治县南部的擒鸦岭正坑顶（高程1421米），向南流进入怀集县境内又称中洲河，于怀集县城怀城镇右纳马宁水后转东南流，干流始称“绥江”。绥江东南流经广宁县和四会市南部地区，于四会市大沙镇的马房村汇入北江。干流长226千米，河道平均比降0.25‰，流域面积7184平方千米，年均径流量78.56亿立方米。干流部分河水在四会市区东南经青岐涌分流入西江。上游山区河段森林茂密、落差大、雨量充沛，富水力资源。